# La Ruée vers l'or
Pour l’article ayant un titre homophone, voir La Ruée vers Laure.
Pour plus de détails, voir Fiche technique et Distribution.
La Ruée vers l'or (The Gold Rush) est un film américain à long métrage de comédie dramatique réalisé par Charlie Chaplin et sorti le 26 juin 1925.
Muet lors de sa sortie, le film a fait l'objet d'une reprise en 1942 dans une version plus courte et sonorisée par Chaplin lui-même.

## Synopsis
Pendant la ruée vers l'or dans le Klondike (Yukon) au nord-ouest du Canada en 1896, une file de chercheurs d'or s'étire au creux des montagnes enneigées.
Pris dans une tempête de neige, un pauvre prospecteur solitaire ("Charlot") trouve refuge dans la cabane isolée de Black Larsen, un dangereux repris de justice (ce que notre vagabond ignore alors) qui refuse de le secourir. Entre alors Big Jim McKay, autre prospecteur à la recherche d'un abri, qui mate Larsen et obtient que tous trois puissent rester sur place. La faim les tenaille : qui sera mangé ? Black Larsen perd le tirage au sort et doit partir à la recherche de secours ou de vivres. Il tue deux policiers à sa recherche puis tombe sur le filon prospère de Big Jim qu'il commence à piller.
Du côté de ce dernier et de son compagnon, la chair est rare ; ils en viennent d'ailleurs jusqu'à tenter de manger le cuir de leurs chaussures. Big Jim commence à perdre la raison et, pris d'hallucinations, prend son infortuné compagnon de cabane pour un poulet géant de taille humaine. Un ours à la chair fraîche vient mettre fin à l'horrible dilemme. Rassasiés, les deux hommes se quittent avec regret une fois la tempête passée. Le prospecteur solitaire part vers la ville tandis que Big Jim retourne à sa mine. Il y retrouve Black Larsen et lui saute dessus lorsqu'il comprend la trahison de celui-ci. Larsen l'assomme et s'enfuit mais une crevasse s'ouvre sous ses pas et l'engloutit à jamais.

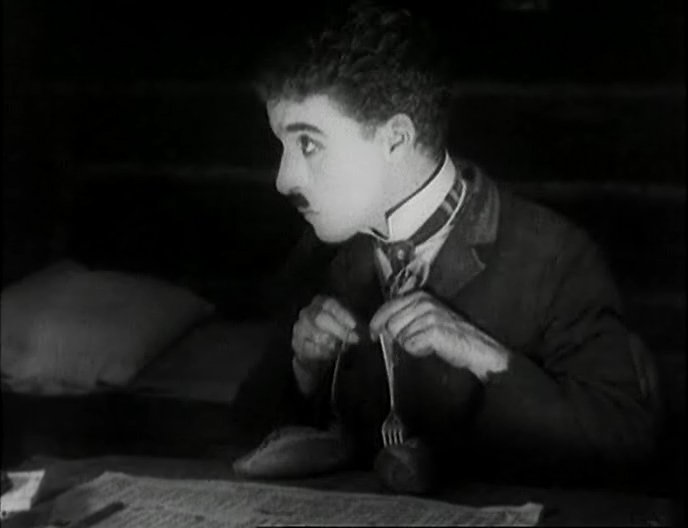
Extrait de la scène dite de La danse des petits pains.

À la ville, le modeste prospecteur fait des petits boulots ; il est séduit un soir par Georgia, une danseuse du saloon. Elle feint de répondre à ses avances pour faire enrager Jack, un homme à femmes qui souhaite l'ajouter à son tableau de chasse alors qu'elle lui résiste. La jeune femme accepte une invitation à dîner pour le nouvel an chez Charlot, où elle promet de venir avec les autres danseuses. Celui-ci trouve asile chez un ingénieur des mines, qui lui laisse sa cabane le temps de faire un déplacement plus au Nord. Mais Georgia et ses amies lui font faux bond, alors qu'il avait tout préparé ; s'endormant en les attendant, le pauvre petit homme fait le rêve de ce dîner, où il fait danser ses petits pains pour amuser ces dames (photographie ci-jointe) et où Georgia l'embrasse. Celle-ci, se rappelant assez tard sa promesse, vient accompagnée des autres danseuses et de Jack, auquel elle commence à céder. Devant les vestiges du repas préparé, comprenant que Charlot avait tant espéré les voir, elle a des remords. Elle rejette Jack et écrit un mot à son hôte lui exprimant excuse et promesse.
De son côté, Big Jim, qui a perdu la mémoire au cours de la bagarre avec Larsen, a besoin de Charlot pour retrouver l'emplacement exact de la montagne d'or qu'il avait auparavant découverte. Il le retrouve enfin ce soir de Saint-Sylvestre, alors que Charlot tente de retrouver Georgia dans le saloon. Jim lui saute dessus et l'entraîne ; Charlot, comprenant que sa fortune est faite, demande à Georgia, dont il accepte toutes les excuses, de l'attendre.
Après quelques péripéties, les deux compagnons retrouvent d'abord la cabane isolée (entraînée par le vent à côté d'une vallée où elle penche dangereusement), et enfin la mine. Devenu l'associé de Big Jim et millionnaire, Charlot, à l'occasion d'un reportage, revêt ses anciens habits de pauvre prospecteur sur le paquebot le ramenant vers le sud avec Jim. En raison d'un quiproquo, il est séparé du reste de son personnel et des journalistes, et tombe sur Georgia, elle aussi en route vers le sud. Prise de remords, et le prenant pour un passager clandestin, elle tente de le couvrir auprès du personnel de bord. La confusion dissipée, Charlot lui propose de continuer le voyage ensemble.

## Fiche technique
- Titre original : The Gold Rush
- Titre français : La Ruée vers l'or
- Réalisateur, producteur et scénariste : Charles Chaplin
- Assistants réalisateur : Charles Reisner, Harry d'Abbadie d'Arrast et A. Edward Sutherland (tous les trois non crédités)
- Photographie : Rollie Totheroh
- Musique (version 1942) : Charles Chaplin, Gerard Carbonara et Max Terr
- Voix off (version 1942) : Charles Chaplin (VF : Henri Virlogeux)
- Production : Charles Chaplin Productions[2]
- Société de production et de distribution : United Artists
- Budget : 923 000 $ (estimation)
- Format : Noir et blanc - 1,37:1 - Muet puis sonorisé (son monophonique).
- Dates de tournage : décembre 1923 - 21 mai 1925
- Durée : 96 minutes / 72 minutes pour la version de 1942
- Dates de sortie : 
  - États-Unis : 26 juin 1925 au Grauman's Egyptian Theatre (version muette)
  - États-Unis : 16 avril 1942 (version sonorisée)
  - France : 9 octobre 1925

## Distribution
- Charles Chaplin : Le prospecteur solitaire (Charlot)
- Mack Swain : Big Jim McKay
- Tom Murray : Black Larsen
- Henry Bergman : Hank Curtis
- Malcolm Waite : Jack Cameron
- Georgia Hale : Georgia

Non crédités
- Sam Allen (acteur) (en) : un homme dans le dancing
- Albert Austin : un prospecteur
- Heinie Conklin : un prospecteur
- Kay Deslys (en) : une amie de Georgia
- Al Ernest Garcia : un prospecteur
- Joan Lowell (en) : une amie de Georgia
- Chris-Pin Martin : un homme dans la salle de danse
- Betty Morrissey : Betty
- A. J. O'Connor : un officier
- Barbara Pierce : la manucure
- John Rand : un prospecteur
- Lillian Rosine : une danseuse
- Tiny Sandford : le barman
- Larry Steers : le premier officier à Tacoma
- "Daddy" Taylor : le vieux chercheur d'or
- Art Walker : un officier
- Tom Wood : un prospecteur

Version française
- Henri Virlogeux : le narrateur

## Distinctions
- Oscars 1943 : Nomination à l'Oscar de la meilleure musique de film
- Inscrit au National Film Registry depuis 1992

## Autour du film
- Une version colorisée est sortie en 1970.
- Vingt-cinq ans plus tard, en 1950, l'une des petites-filles de Chaplin, qui venait de découvrir le film, n'arrivait pas à croire que son grand-père et Charlot fussent une seule et même personne. Elle fut émue aux larmes lorsqu'il débarrassa un coin de table et exécuta devant elle la Danse des petits pains. Cette Danse, reprise de l'opéra Oceàna, est restée l'une des scènes les plus célèbres de l'œuvre de Chaplin. Dans le film Chaplin de Richard Attenborough, Chaplin, interprété par Robert Downey Jr., la réexécute lorsqu'il dîne en face de son grand ennemi J. Edgar Hoover, patron du FBI. Cette scène est également reprise dans le film Benny & Joon. Il existe cependant une « danse des petits pains » antérieure à celle de La Ruée vers l'or : en 1917, dans Fatty chez lui (The Rough House) de Roscoe « Fatty » Arbuckle et Buster Keaton, le personnage de Mr. Rough exécute durant 10 secondes une « danse des petits pains »[3]. Bien que Charlie Chaplin ait sans doute vu ce film, on peut penser que ce jeu de mime date de l'invention de la fourchette.
- En 1958, un jury de l'exposition universelle de Bruxelles déclara La Ruée vers l'or deuxième meilleur film de tous les temps, derrière Le Cuirassé Potemkine.
- Chaplin était perfectionniste et reprenait cent fois la même scène, la faisant évoluer jusqu'à satisfaction. Soixante-trois prises furent nécessaires pour finaliser la scène où Big Jim et lui mangent une chaussure... et à chaque fois les acteurs devaient avaler la semelle fabriquée en réglisse, ce qui leur causait de terribles problèmes de transit intestinal.

## Box-office
Lors de sa reprise en salles en France en 1957, le film totalise 680 252 entrées, portant le cumul à 4 814 445 entrées depuis 1945.

## Galerie

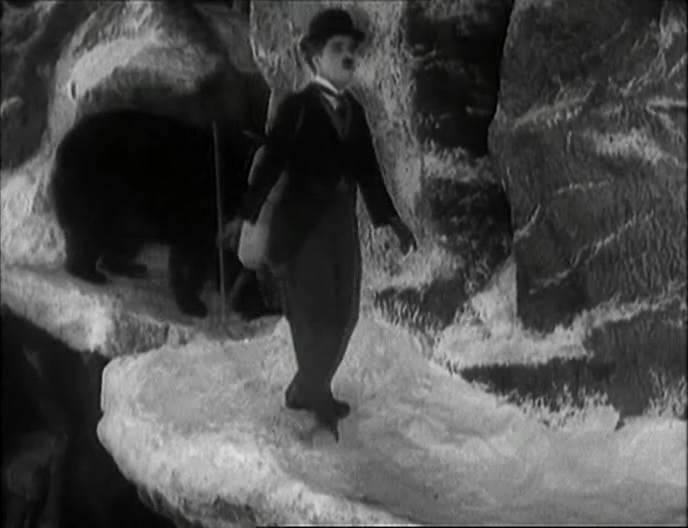
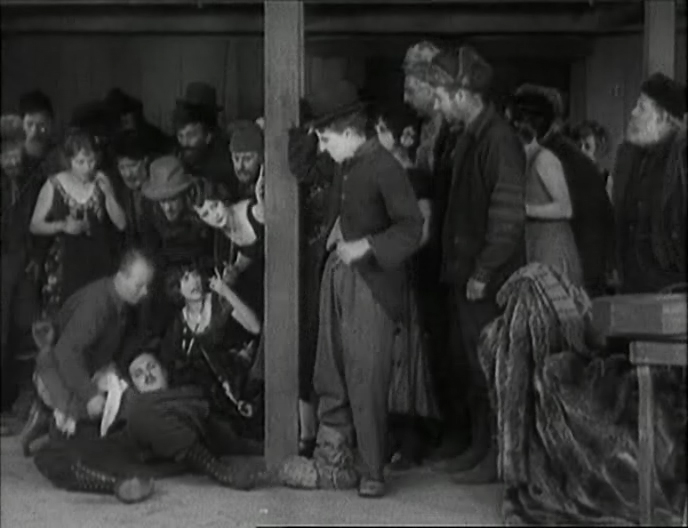
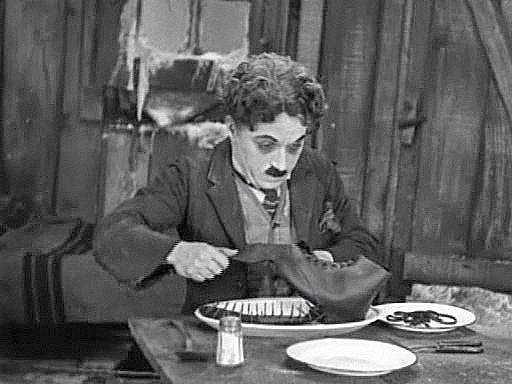
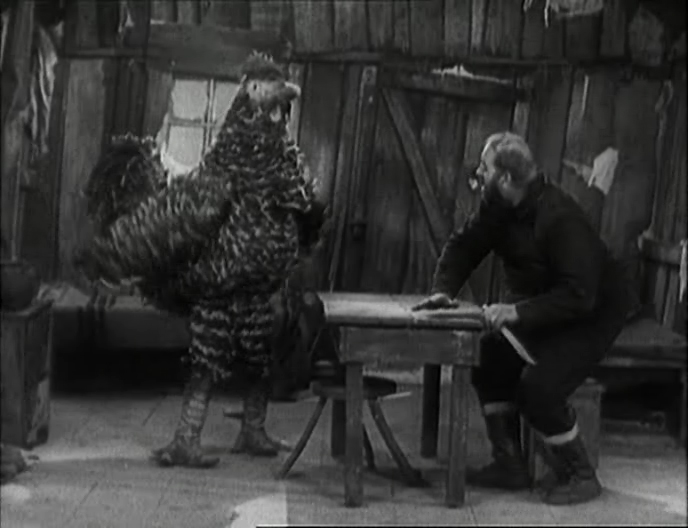
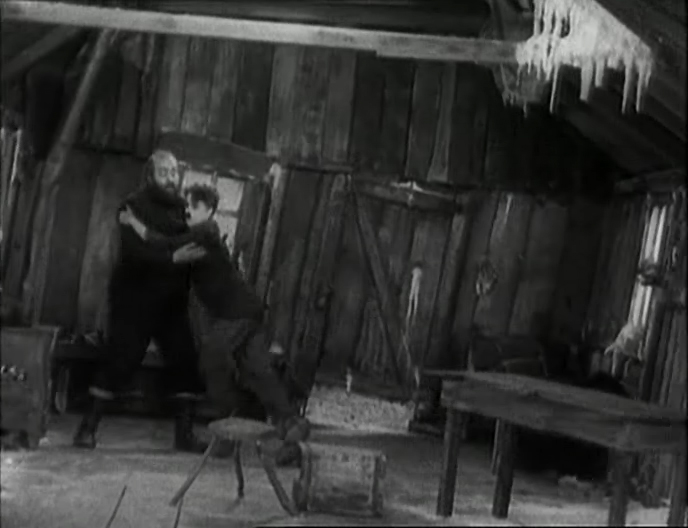
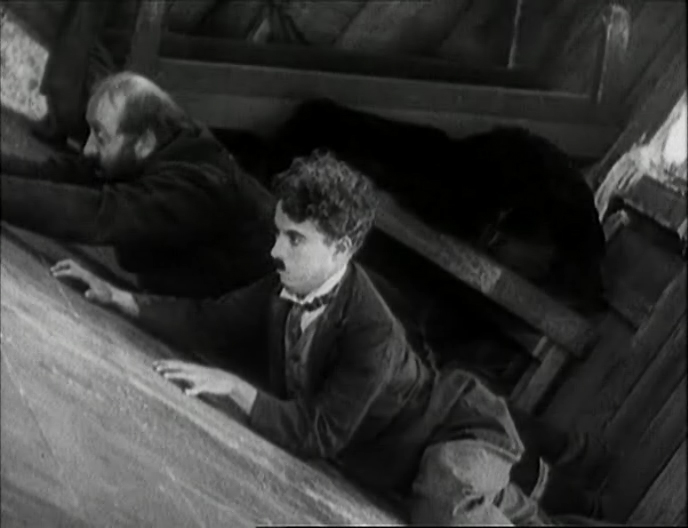
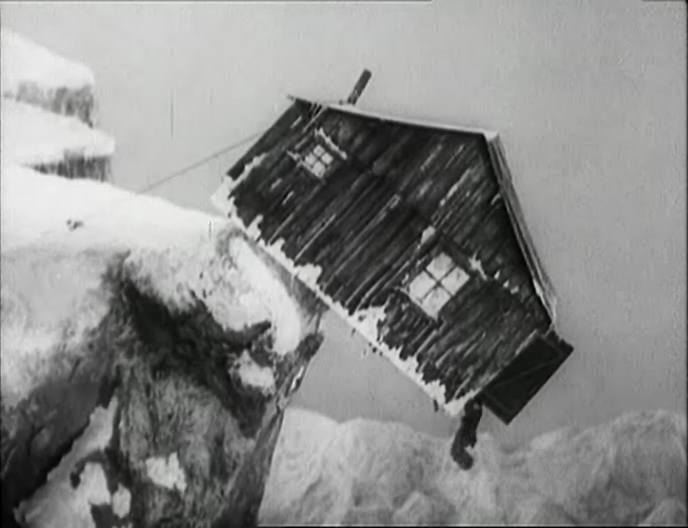
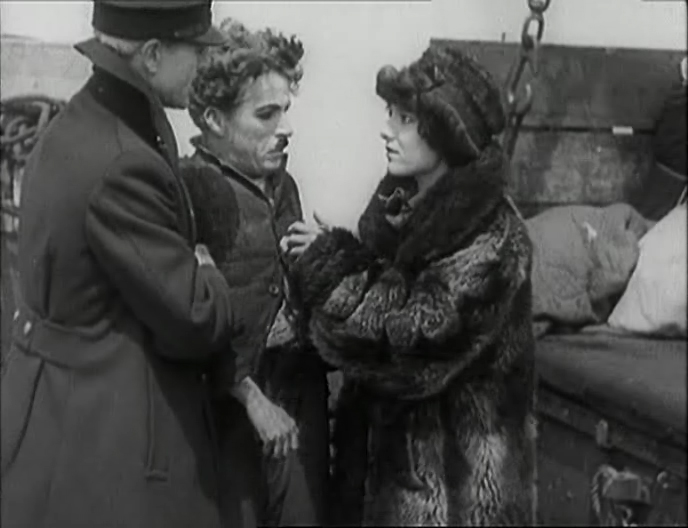